# Silicium 42
table
Le silicium 42, noté 42Si, est l'isotope du silicium dont le nombre de masse est égal à 42 : son noyau atomique compte 14 protons et 28 neutrons avec un spin 0+ pour une masse atomique de 42,018 g/mol. Il est caractérisé par un excès de masse de 16 840 ± 300 keV et une énergie de liaison nucléaire par nucléon de 7 410 ± 7 keV.
Il s'agit d'un radioisotope synthétique du silicium ayant une période radioactive de l'ordre de 13 ms, ce qui témoigne d'une plus grande stabilité qu'attendu pour ce noyau : cela a, dans un premier temps, été interprété comme montrant que le noyau de silicium 42 serait quasiment sphérique bien qu'ayant deux fois plus de neutrons que de protons, ce qui appuierait le modèle en couches de la structure nucléaire par l'observation du « nombre semi-magique » de 14 protons indiquant une structure en sous-couches de protons complètes dans le noyau pour Z = 14 ; plus précisément, les six états quantiques dans la sous-couche 1d 5/2 seraient bien individualisés au sein de la troisième couche de protons, et une quasi dégénérescence des deux autres sous-couches, 2s 1/2 et 1d 3/2, serait observée dans cette troisième couche du noyau 42Si.
Une expérience plus récente réalisée au GANIL montrerait cependant que le noyau de silicium 42 ne serait pas sphérique, mais au contraire nettement aplati : il serait en effet facilement excitable (dès 770 keV), résultat obtenu en octobre 2007 à partir d'ions calcium 48 accélérés sur une cible de carbone pour produire du 44S, lui-même accéléré pour produire du silicium 42 ; c'est de cette façon qu'un état excité quatre à cinq fois moins énergétique qu'attendu pour un noyau magique a été observé.